# Architectural Uprising
A Architectural Uprising, fundada Arkitekturuproret (em portuguêsː Rebelião da Arquitetura) é um think tank sueco, legalmente uma associação sem fins lucrativos fundada em setembro de 2016. Defende novas construções de acordo com a tradição arquitetónica clássica, melhor planejamento da área urbana e proteção reforçada dos valores culturais existentes. A associação é independente.

## Divisões
A associação tem grupos (chapters) na Dinamarca, Estónia, Finlândia, Israel, Países Baixos, Noruega, Montenegro e Alemanha, bem como vários grupos locais.

## PrémioKasper Kalkon

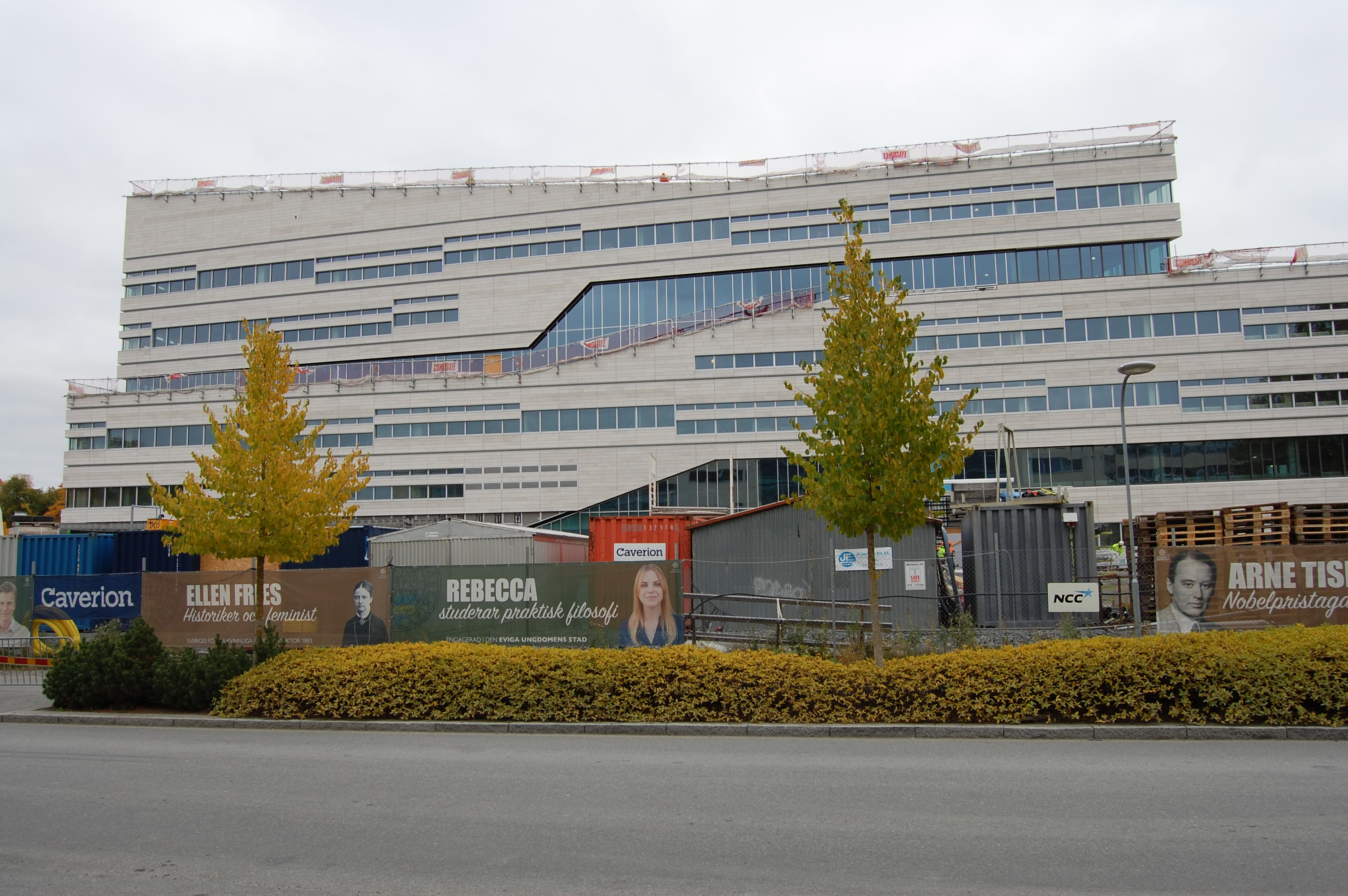
Edíficio Segerstedthuset, vencedor do Prémio Kasper Kalkon de 2016 da construção mais feia na Suécia.

Desde 2016, a associação concede o prémio Kasper Kalkon. O nome Kasper Kalkon alude ironicamente ao principal prémio dos arquitetos da Suécia, o Prémio Kasper Salin, realizando uma gala equivalente à Gala Kasper Salin, onde, entre outros prémios como o do edifício mais bonito, atribui um à construção que considera menos desejável, comummente alusiva a edifícios que seguem a arquitetura moderna.